# Sólyom Ida
Sólyom Ida (Vác, 1921. – 1965. március 6.) magyar színésznő, az Állami Déryné Színház alapító tagja.

## Életpályája
Váci születésű színésznő. A Gertler Viktor vezette Szakszervezeti Filmiskolában folytatott színi tanulmányokat, Somló István osztályában végzett 1948-ban, mások mellett Barlay Valival, Gálcsiki Jánossal, Bajka Pállal, Süle Gézával.Pályája az Ifjúsági Színháznál indult, majd rövid ideig a Vidám Színpadon szerepelt. 1951-től az Állami Faluszínház majd a névváltoztatás után, 1955-től az Állami Déryné Színház társulatának színésznője volt. Vendégként játszott a Magyar Néphadsereg Színházában is.

## Színházi szerepeiből

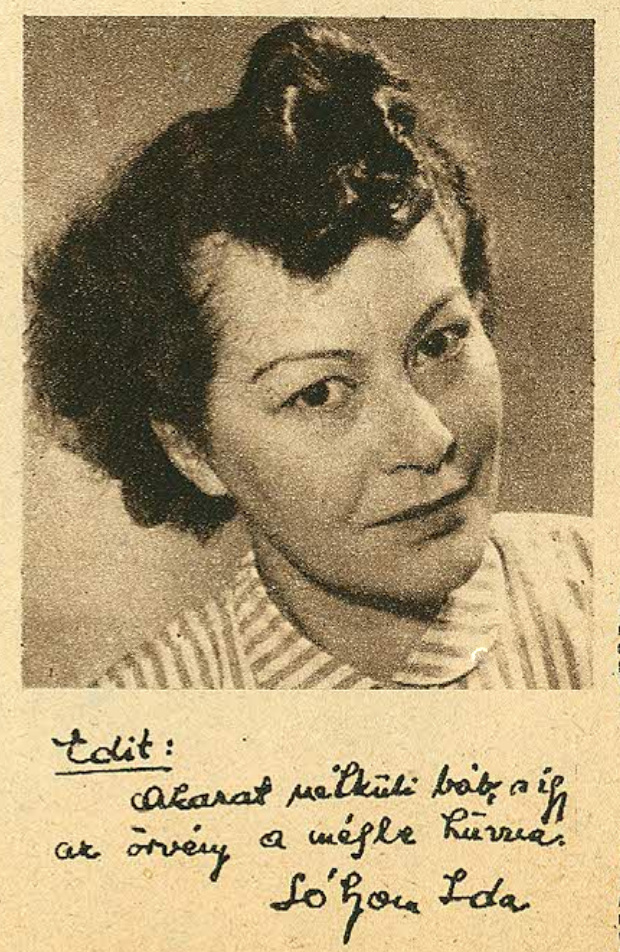
Edit szerepében az Állami Déryné Színház Örvény című drámájában

- Molière: Botcsinálta doktor... Rébék
- William Shakespeare: A makrancos hölgy... Özvegy
- Honoré de Balzac: Grandet kisasszony... Grandet-né; Des Grassins-né
- Lillian Hellman: Kis rókák... Birdie Hubbard
- Victor Eftimiu: A csavargó... Filimon felesége
- Giorgi Mdivani: Ki a hibás?... Xénia Glebovna .
- Branislav Nušić: Dr. Pepike... Szojka nagysád
- Grigorij Lvovics Rosal: Dzsomárt szőnyege... Papnő
- Nyikolaj Mihajlovics Gyakonov: Házasság hozománnyal... Násztya
- Vszjevolod Ivanov: Kosztya bátyánk... Pelageja
- Jaroslav Zrotal: A tyúk és a harangozó... Anka
- Tyo En-csur: Drága barát... Kille
- Gombos Imre: A csóknak próbája... Nyanya
- Csiky Gergely: Ingyenélők... Mákony Zelma
- Molnár Ferenc: A Pál utcai fiúk... Nemecsek anyja
- Móricz Zsigmond: Légy jó mindhalálig... Ilonka kisasszony; Trafikosnő
- Tabi László: Különleges világnap... Annus
- Tabi László: Esküvő... Annus
- Török Tamás: Esperanza... Dajka
- Örsi Ferenc: Láthatatlan szerelem... Zsófi
- Mesterházi Lajos – Fényes Szabolcs – Romhányi József: Két szerelem... Róza
- Boross Elemér: Pletykafészek... Karola
- Selmeczi Elek: Örvény... Edit
- Vaszy Viktor: Dankó Pista... Ördöghné
- Jacobi Viktor: Leányvásár... Harrisonné

## Filmes és televíziós szerepei
- Igaz út (1947)[5]